# 宋集镇 (西平县)
宋集镇，原为宋集乡，是中华人民共和国河南省驻马店市西平县下辖的一个乡镇级行政单位。2018年1月撤乡改镇。

## 行政区划
宋集镇下辖以下地区：
宋集村、丁庄村、崔庄村、高庄村、袁坡村、张湾村、毛庄村、后胡村、赫朱村、于桥村和岳庄村。